# Терморегуляция
Терморегуля́ция — способность живых организмов поддерживать температуру тела в определённых границах, даже если температура внешней среды значительно отличается.
Центр терморегуляции располагается в отделе головного мозга, который называется гипоталамус. Гипоталамус управляет процессами эндокринной системы, которая тесно взаимосвязана с самыми важными для терморегуляции органами — это надпочечники и щитовидная железа. Так, при понижении температуры окружающей среды усиливается выделение гормонов щитовидной железы, ускоряющих обмен веществ и, как следствие усиливается теплообразование.
Назначение системы терморегуляции — поддержка и стабилизация постоянного значения температуры тела, то есть при гипотермии (снижении температуры тела относительно нормальной) повышать теплообразование и снижать теплопотери, а при гипертермии (повышении температуры тела относительно нормальной), напротив, усиливать теплообмен с окружающей средой и снижать теплообразование.
Этот процесс представляет собой один из аспектов гомеостаза — динамически изменяющегося состояния равновесия между внутренней средой организма животного и его внешним окружением. Раздел науки, изучающий такие процессы в зоологии, называется экофизиологией или физиологической экологией.

## Терморегуляция у млекопитающих
Млекопитающих относят к гомойотермным (теплокровным) животным, обеспечивающим определённый уровень температуры тела в основном за счёт внутренних физиолого-биохимических процессов (исключение составляет пойкилотермный грызун голый землекоп). При этом у них хорошо развита терморегуляция: интенсивность процессов, обеспечивающих выделение тепла, регулируется рефлекторно — под воздействием систем, обеспечивающих поддержание постоянства температуры тела. Нейроны, отвечающие за терморегуляцию, расположены в гипоталамусе, где, как считалось, расположен центр терморегуляции. Однако недавние исследования показали, что концепция единого центра терморегуляции не отражает всего многообразия термоэффекторных путей со своими афферентными и эфферентными ветвями. В ходе эволюции млекопитающие выработали разнообразные средства терморегуляции, которые могут осуществляться на уровне нервной и гуморальной регуляции и затрагивать метаболизм, энергетический обмен и поведение животного. При этом следует иметь в виду, что активация тех или иных механизмов зависит от времени суток, сезона, пола и возраста животного.
Выделяют два способа теплообразования: сократительный термогенез, при котором теплообразование обусловлено сокращениями скелетных мышц (частный случай — холодовая мышечная дрожь), и несократительный термогенез, когда активизируются процессы клеточного метаболизма: липолиз (в частности, бурой жировой ткани), а также гликогенолиз и гликолиз. Уровень метаболизма у млекопитающих в несколько раз выше, чем у пресмыкающихся, но не столь высок, как у птиц, у которых выше и температура тела.
У большинства млекопитающих температура тела относительно постоянна, диапазон её суточных колебаний составляет примерно 1—2 °C. Её отличие от температуры внешней среды может достигать 100 °C: у песца даже при 60-градусном морозе температура тела сохраняет постоянное значение — примерно +39 °C. Постоянство температуры, однако, не характерно для однопроходных и сумчатых, а также мелких плацентарных: у однопроходных она меняется в пределах от 22 до 37 °C, у сумчатой крысы — от 29,3 до 37,8 °C, у тенреков — от 13 до 34 °C, у обыкновенной полёвки — от 32 до 37 °C; у ленивцев она колеблется от 24 до 34 °C. Исключительно велик и уникален для теплокровных диапазон колебаний температуры тела у гладконосых летучих мышей: они способны сохранять жизнеспособность при изменении температуры тела в пределах от −7,5 до +48,5 °C.